# Lubuk Gadang Timur
Lubuk Gadang Timur is een bestuurslaag in het regentschap Zuid-Solok van de provincie West-Sumatra, Indonesië. Lubuk Gadang Timur telt 9233 inwoners (volkstelling 2010).